# خوزه پادرون
خوزه پادرون (انگلیسی: José Padrón؛ ۵ مه ۱۹۰۷ – ۳ دسامبر ۱۹۶۶) بازیکن فوتبال اهل اسپانیا بود. از باشگاه‌هایی که در آن بازی کرده‌است می‌توان به باشگاه فوتبال اسپانیول، باشگاه فوتبال کن، باشگاه فوتبال سوشو، باشگاه فوتبال استاد رنس، باشگاه فوتبال سویا، باشگاه فوتبال ستاره سرخ، و باشگاه فوتبال بارسلونا اشاره کرد. وی همچنین در تیم ملی فوتبال اسپانیا بازی کرده‌است.
پادرون که اهل لاس پالماس، پایتخت گرن کاناریا و پایتخت جزایر قناری است، پنج بار برای تیم ملی اسپانیا بازی کرد و دو گل به ثمر رساند. او اولین بازی خود را در پیروزی ۵–۰ مقابل پرتغال در ۱۷ مارس ۱۹۲۹ انجام داد و دو گل به ثمر رساند. او در فصل ۱۹۲۸–۱۹۲۹ با اسپانیول قهرمان کوپا دل ری شد. او در برخی منابع به عنوان یکی از گلزنان فینال، و در برخی دیگر به عنوان یکی از پنج بازیکن اخراج شده (از هر دو جنبه بین او و فرانسیسکو تنا سردرگمی وجود دارد) ذکر شده‌است.